# La Chapelle-au-Mans
La Chapelle-au-Mans é uma comuna francesa na região administrativa de Borgonha-Franco-Condado, no departamento Saône-et-Loire. Estende-se por uma área de 27,45 km². Em 2010 a comuna tinha 239 habitantes (densidade: 8,7 hab./km²).